# Jungeli
Jungeli, de son vrai nom Joel Ungeli, né le 6 octobre 2008 à Kinshasa (Congo), est un auteur-compositeur-interprète congolais actif en France.
Il se fait connaître en 2023, avec le hit Petit génie qui se hisse plusieurs semaines non consécutives à la première place du classement SNEP.

## Biographie

### Enfance et éducation
Joel Ungeli naît le 6 octobre 2008 à Kinshasa (Congo), et grandit à Sevran à partir de ses 9 ans. Dans l'année scolaire 2024-2025, il est en première STMG.

### Carrière
Le 3 août 2023, il sort son deuxième single Petit génie (avec Abou Debeing, Imen Es, Alonzo et Lossa), qui dévient un hit et qui se hisse plusieurs semaines non consécutives à la première place du classement SNEP.
Le 2 février 2024, il sort un second hit avec le single T'étais où (avec Vegedream, Alonzo et Zaho). Le titre est certifié single de platine 8 mois après sa sortie.
Le 14 février 2024, Tayc et Dadju sortent l'album Héritage, dans lequel ils invitent par surprise plusieurs artistes qui chantent à la fin de chaque chanson. Jungeli est quant à lui invité sur le titre One Piece.
Le 1er novembre 2024, le groupe de musique américain Imagine Dragons sort un remix du single Take Me to the Beach (en) (issue de l'album Loom) avec Jungeli. Le single contient 4 remixes pour 4 pays différents (Australie avec Baker Boy (en), Italie avec Ernia (en), France et Japon avec Ado).
Le 6 novembre 2024, il sort le single Évidemment avec son inspiration d'enfance, Dadju.
Le 8 novembre 2024, il sort son premier album En attendant pour le peuple.
Le 22 novembre 2024 et le 7 décembre 2024, il se produit en première partie du concert de Fally Ipupa en France.
En 2025, il est candidat dans la saison 14 de Danse avec les stars sur TF1. Tout au long de la saison, il est accompagné par la danseuse professionnelle Inès Vandamme. Ils sont éliminés en demi-finale le 19 avril 2025.
Le 4 avril 2025, il effectue une collaboration avec Lenie (chanteuse rencontrée dans Danse avec les stars) sur le titre À tes côtés. La chanson rencontre rapidement un grand succès, accumulant plus de 300 000 vues sur YouTube en seulement 24 heures. Elle se hisse au top 1 des tendances YouTube et intègre rapidement les classements musicaux.
Le 16 août 2025, il participe à l’émission Fort Boyard, sous l'égide d'Elodie Gossuin, afin de collecter des fonds pour l’UNICEF.

## Discographie

### Singles
| Titre                                                              | Année | Meilleures positions | Meilleures positions | Meilleures positions | Certifications          | Album                       |
| Titre                                                              | Année | FRA                  | BEL                  | SUI                  | Certifications          | Album                       |
| ------------------------------------------------------------------ | ----- | -------------------- | -------------------- | -------------------- | ----------------------- | --------------------------- |
| À moi                                                              | 2023  | –                    | –                    | –                    |                         | –                           |
| Petit génie (feat. Abou Debeing, Imen Es, Alonzo et Lossa)         | 2023  | 1                    | 6                    | 33                   | France (SNEP) : Platine | En attendant pour le peuple |
| Rashel (feat. Dystinct)                                            | 2023  | 188                  | –                    | –                    |                         | –                           |
| Pleure pas (feat. Melina)                                          | 2024  | –                    | –                    | –                    |                         | –                           |
| Biso Mibale                                                        | 2024  | –                    | –                    | –                    |                         | –                           |
| Yebisa Bango                                                       | 2024  | –                    | –                    | –                    |                         | –                           |
| Bijou                                                              | 2024  | –                    | –                    | –                    |                         | –                           |
| T'étais où ? (feat. Vegedream, Alonzo, Zaho)                       | 2024  | 47                   | –                    | –                    | France (SNEP) : Platine | –                           |
| C'est toi (Kk Yo)                                                  | 2024  | –                    | –                    | –                    |                         | –                           |
| Petit génie (Italian Remix) (feat. Rhove, Germo67, Imes Es, Lossa) | 2024  | –                    | –                    | –                    |                         | –                           |
| Briller                                                            | 2024  | –                    | –                    | –                    |                         | –                           |
| L'envers du décor                                                  | 2024  | –                    | –                    | –                    |                         | En attendant pour le peuple |
| Évidemment (feat. Dadju)                                           | 2024  | 130                  | –                    | –                    |                         | En attendant pour le peuple |
| God Bless / Doku                                                   | 2025  | –                    | –                    | –                    |                         | –                           |
| À tes côtés (feat. Lenie)                                          | 2025  | 44                   | –                    | –                    | France (SNEP) : Or      | En attendant pour le peuple |
| Dans la vie                                                        | 2025  | –                    | –                    | –                    |                         | –                           |

### Apparitions
- 2023 : 
  - Katana (Emma'a feat. Jungeli) sur l'album Emma'a
  - C'est qui (Big Ben feat. Jungeli)
- 2024 : 
  - One Piece (Dadju & Tayc) sur l'album Héritage
  - Biso Mibale (Emma'a feat. Jungeli)
  - Los dos (Aiman JR feat. Jungeli, SativaMusic)
  - Comme au départ (Samy Lrzo feat. Jungeli)
  - On y va (Bolémvn feat. Jungeli)
  - TTT 2 (Triangle des bermudes feat. Jungeli)
  - Allô (Youka feat. Jungeli)
  - Take Me to the Beach (en) (Imagine Dragons feat. Jungeli)
  - Biso Mibale (Emma'a feat. Jungeli)
  - Katana (Emma'a feat. Jungeli)
  - Mon bébé à moi (Sidiki Diabaté feat. Jungeli)
- 2025:
  - Pas de Ralentir (Angelcy feat. Jungeli)
  - Haut level (Shaz, Jungeli, Lossa et Jahyanai)
  - Dingue ! (Youka feat. Jungeli)

### Autres chansons classées
| Titre                           | Année | Meilleur position | Certification      | Album |
| Titre                           | Année | FRA               | Certification      | Album |
| ------------------------------- | ----- | ----------------- | ------------------ | ----- |
| On y va (Bolémvn feat. Jungeli) | 2025  | 102               | France (SNEP) : Or |       |

## Distinctions
| Année | Prix                             | Catégorie                                                              | Travail nommé | Résultat   | Réf    |
| ----- | -------------------------------- | ---------------------------------------------------------------------- | ------------- | ---------- | ------ |
| 2024  | Les Flammes                      | La Flamme du morceau de musiques africaines ou d'inspiration africaine | Petit génie   | Lauréat    | ,      |
| 2024  | BET Awards                       | Viewer’s Choice: Best New International Act                            | Lui-même      | Nomination | ,      |
| 2024  | NRJ Music Awards                 | Révélation francophone de l’année                                      | Lui-même      | Nomination | [ 24 ] |
| 2024  | NRJ Music Awards                 | Social Hit                                                             | Petit génie   | Lauréat    | [ 24 ] |
| 2024  | African Entertainment Awards USA | Best Collaboration                                                     | Petit génie   | Nomination | [ 25 ] |
| 2024  | Grand Prix SACEM                 | Prix de la SDRM                                                        | Petit génie   | Lauréat    | [ 26 ] |
| 2025  | Trace Awards                     | Meilleur artiste – Europe                                              | Lui-même      | Nomination | [ 27 ] |
| 2025  | Les Bravos d’Or                  | Chanson la plus écoutée sur le digital                                 | Petit génie   | Lauréat    | [ 28 ] |